# Jim Duggan
Jim Duggan, all'anagrafe James Edward Duggan Jr., noto anche con lo pseudonimo di Hacksaw (Glens Falls, 14 gennaio 1954), è un ex wrestler statunitense sotto contratto con la WWE, dove svolge il ruolo di ambasciatore.
È noto per i suoi trascorsi nella World Wrestling Federation e nella World Championship Wrestling e per la sua gimmick da patriota statunitense e per portare sempre con sé un bastone di legno "2x4".
Duggan ha in passato conquistato un WCW United States Championship ed un WCW World Television Championship ai tempi della sua permanenza nella WCW. È stato inoltre il vincitore della prima Royal Rumble nella storia.

## Biografia

### Inizi
Duggan crebbe a Glens Falls, dove divenne un promettente atleta alle scuole superiori eccellendo in particolare nel wrestling e nel football americano. Suo padre era il capo della polizia locale. Nella lotta, vinse il campionato di wrestling scolastico dello stato di New York, primo lottatore originario di Glens Falls a riuscire nell'impresa.
Dopo il diploma, fu prescelto dalla Ohio State University, ma Duggan preferì continuare a giocare a football alla Southern Methodist University, dove era il capitano della squadra. Duggan riuscì anche a farsi mettere sotto contratto dagli Atlanta Falcons della National Football League, ma venne svincolato poco tempo dopo a causa di un grave infortunio al ginocchio.

### Carriera nel wrestling
Jim Duggan entrò nel mondo del wrestling grazie all'interessamento dell'ex wrestler Fritz Von Erich. Il primo match ufficiale di Duggan ebbe luogo nel 1979 contro Gino Hernandez. Duggan iniziò la carriera da personaggio heel. Allenato dal veterano Peter Maivia, ben presto Duggan attirò su di sé le attenzioni di Vincent J. McMahon e della World Wrestling Federation.
Dopo un primo breve periodo di rodaggio in WWF, Duggan iniziò a combattere regolarmente nella Georgia Championship Wrestling. Durante questo periodo, era conosciuto con due differenti ring name: negli Stati Uniti era "Big" Jim Duggan mentre alle Hawaii si faceva chiamare "The Convict", ed indossava una maschera. Dopo aver lottato in altre piccole federazioni, Duggan prese a combattere in una federazione locale con sede a San Antonio, Texas, dove adottò il celebre soprannome di "Hacksaw".

### Mid-South Wrestling/Universal Wrestling Federation (1982–1986)

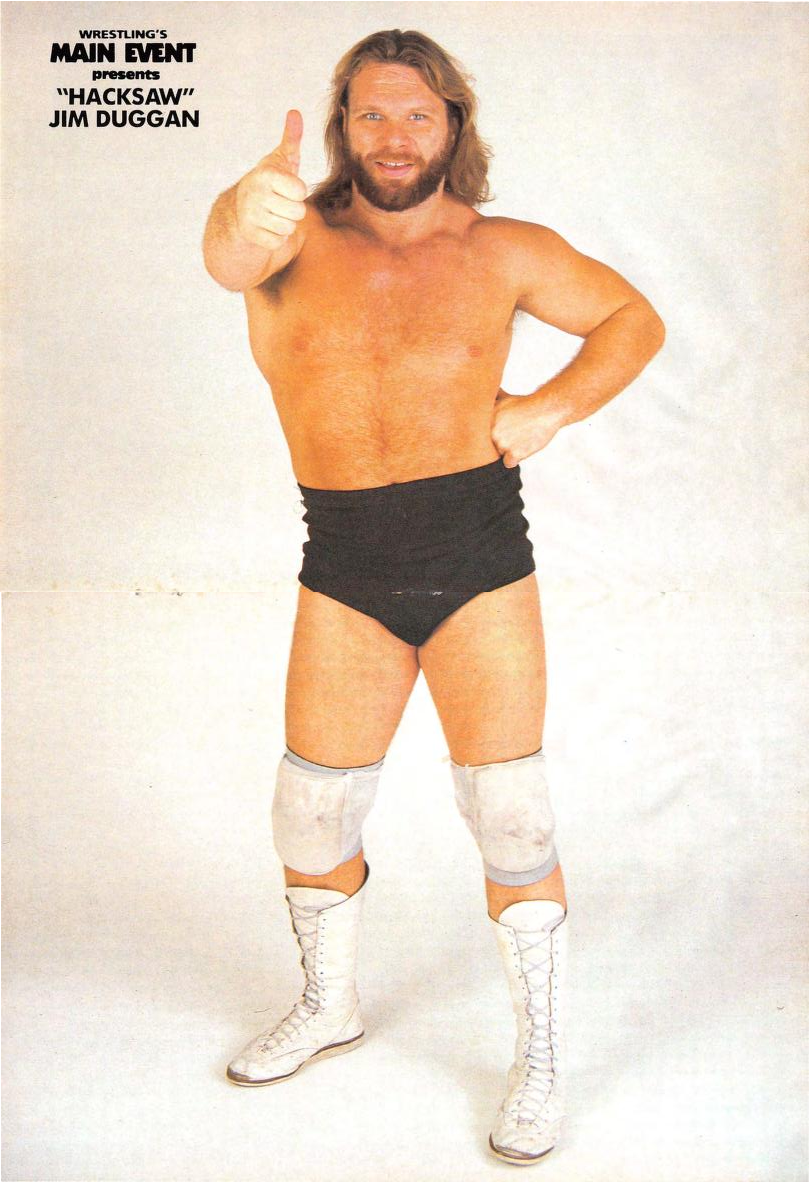
Hacksaw Jim Duggan nel 1987

Nel 1982, Duggan debuttò nella Mid-South Wrestling. Come heel, Duggan presto entrò a far parte della stable denominata "Rat Pack", insieme a Ted DiBiase, Matt Bourne, e Mr. Olympia. Quando il novizio "Hacksaw" Butch Reed debuttò nella compagnia, Duggan e Reed ebbero un lungo feud per stabilire chi avesse il legittimo diritto di utilizzare il soprannome "Hacksaw". Quando DiBiase si alleò con Skandor Akbar, Duggan rifiutò di seguirlo, uscì dal Rat Pack e divenne un face beniamino del pubblico per la prima volta in carriera. Fu proprio in questo periodo, che Duggan iniziò a portarsi dietro sul ring la sua caratteristica spranga di legno 2x4.
In breve tempo Duggan diventò uno dei wrestler più popolari della UWF. Vinse il titolo Tag Team Championship in coppia con Magnum T.A. e successivamente il North American Heavyweight Championship. Quando il Mid-South North American Title fu ritirato perché la Mid-South si tramutò nella Universal Wrestling Federation nel 1986, Duggan perse contro Terry Gordy la finale di un torneo indetto per proclamare il primo campione UWF World Heavyweight. In seguito Duggan si alleò con Terry Taylor e i due vinsero l'UWF World Tag Team Championship per la seconda volta. Dopo aver perso un Loser Leaves Town match contro One Man Gang, Duggan lasciò la UWF per accasarsi alla World Wrestling Federation.
Durante il periodo passato alla Mid-South, Duggan ebbe un alterco con un fan e gli fratturò l'orbita di un occhio. Il fan gli fece causa e fu risarcito con 25.432 dollari.

### World Wrestling Federation (1987–1993)
Duggan firmò per la World Wrestling Federation nel gennaio 1987, debuttando in PPV a WrestleMania III. Nelle settimane precedenti WrestleMania, Duggan iniziò il suo primo feud in WWF affrontando Nikolai Volkoff, che interpretava il personaggio del russo comunista cattivo. Duggan interruppe Volkoff mentre egli stava intonando sul ring l'inno nazionale dell'Unione Sovietica, gli strappò il microfono di mano, e affermò che Volkoff non poteva cantare quell'inno, perché l'America era la terra della libertà. Anche se non vinse mai nessuna cintura, Duggan restò nella federazione per sette anni interpretando la sua gimmick del boscaiolo patriottico e un po' stralunato, che saliva sul ring a pollice alzato, sventolando la bandiera americana ed emettendo il suo caratteristico urlo «Hoooohooo», restando sempre uno dei personaggi più amati e popolari dell'epoca in WWF.
Duggan partecipò alla prima edizione in assoluto della Royal Rumble (limitata ancora a 20 partecipanti) nel 1988, entrando sul ring per tredicesimo e vincendo il match eliminando per ultimo l'enorme One Man Gang.

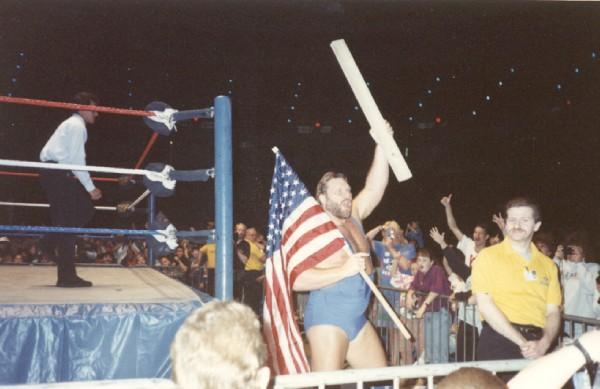
Jim Duggan mentre sventola fieramante la bandiera degli U.S.A.

In seguito, sostanzialmente mai preso in considerazione dalla dirigenza per un titolo importante, Duggan si limitò a portare avanti la sua gimmick di patriota USA affrontando in numerosi feud quasi tutti i "cattivi" che dimostravano di avere sentimenti anti-americani e che magari erano anche stranieri, come The Iron Sheik, Nikolai Volkoff, Dino Bravo, Sgt. Slaughter nel suo periodo pro-Iraq, Pat Tanaka e Sato, ecc.
A metà 1989, iniziò un feud con King Haku, che aveva ricevuto la corona di Re il 9 luglio 1988 dopo che Harley Race aveva dovuto "abdicare" a causa di un infortunio rimediato durante un match contro Hulk Hogan. Il 13 maggio 1989, Duggan sconfisse Haku e vinse la corona e il conseguente titolo di "King of Wrestling". Perse poi la corona contro "Macho Man" Randy Savage che dopo la vittoria, iniziò a farsi chiamare "Macho King".
Nella metà del 1992, Duggan era stato ormai retrocesso ad uno status di minore importanza in WWF. A inizio 1993, fu coinvolto in un feud con il gigantesco heel Yokozuna, che era all'epoca lo sfidante numero uno al titolo mondiale WWF. Il manager di Yokozuna, Mr. Fuji, aveva fatto delle dichiarazioni fortemente anti-americane e quindi Duggan si sentì in dovere di sfidare il suo cliente in un match. Data la mole di Yokozuna, la stipulazione particolare del match prevedeva che se Duggan fosse riuscito a far cadere completamente al tappeto Yokozuna, si sarebbe aggiudicato il confronto. Durante la puntata del 6 febbraio di WWF Superstars of Wrestling, Duggan vinse l'incontro riuscendo ad abbattere Yokozuna al tappeto, ma dopo il match fu brutalmente assalito ed infortunato da Yokozuna che lo colpì con quattro Banzai Drop, causandogli uno stop di circa quattro mesi dal ring.
Dopo l'infortunio, Duggan ritornò con un nuovo costume e sfidò l'allora campione Intercontinentale Shawn Michaels a Monday Night Raw. Michaels fuggì tra il pubblico, perdendo il match per count-out, ma mantenendo la cintura. I due ebbero un rematch la settimana seguente ma Duggan perse per squalifica. A King of the Ring '93, partecipò al torneo, ma perse al primo round contro Bam Bam Bigelow. Poco tempo dopo, Duggan lasciò la WWF.

### World Championship Wrestling (1994–2001)

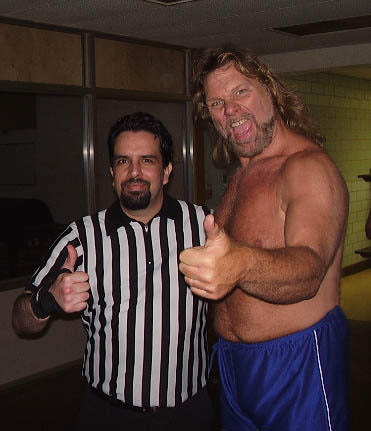
Jim Duggan con un arbitro della WCW

Duggan entrò a combattere nella World Championship Wrestling (WCW) a fine 1994. Debuttò al ppv Fall Brawl '94, sconfiggendo Steve Austin in appena 35 secondi e vincendo così lo United States Heavyweight Championship, la sua cintura di maggior prestigio conquistata fino ad allora. Dopo essere diventato campione US, iniziò un feud con Austin, che sconfisse nuovamente nel rematch per il titolo a Halloween Havoc '94 grazie alla squalifica dell'avversario. Il regno da campione di Duggan ebbe fine a Starrcade 1994, dove venne sonoramente battuto da Big Van Vader.
Dopo aver perso la cintura di campione U.S. contro Vader, Duggan si imbarcò in vari feud minori con Bunkhouse Buck, Meng (Haku in WWF), Sgt. Craig Pittman, Big Bubba Rogers, e Kamala.
Nel 1996, a Slamboree: Lord of the Ring, fece coppia con VK Wallstreet per competere nei match di qualificazione per la battle royal che avrebbe incoronato il "Lord of the Ring". Wallstreet e Duggan sconfissero i Blue Bloods (Lord Steven Regal e Squire David Taylor) prima di perdere contro Dick Slater e Earl Robert Eaton venendo eliminati dal torneo. A World War 3, partecipò alla battle royal su tre ring con sessanta partecipanti, indetta per determinare lo sfidante numero 1 al titolo WCW World Heavyweight Championship. Nei successivi due anni Duggan non ebbe mai incontri di rilievo trasmessi in pay-per-view e la sua carriera intraprese la parabola discendente quando nel 1998 gli fu diagnosticato un cancro ai reni.
Ripresosi con successo dalla malattia, Duggan tornò sul ring nel 1999 scontrandosi con Berlyn ma perdendo il match.
Successivamente iniziò una faida con la stable anti-Americana "Revolution" (Shane Douglas, Dean Malenko, Perry Saturn, e Asya).
In seguito, Duggan trovò la cintura di World Television Champion in un bidone della spazzatura (il titolo era stato gettato via con disprezzo dal precedente detentore Scott Hall), e si dichiarò nuovo campione. Difenderà il titolo conquistato in maniera così "inusuale", esclusivamente a WCW Saturday Night, rimanendo campione fino a quando la cintura venne abolita.
Verso la fine della sua permanenza in WCW, Duggan abbandonò momentaneamente la sua gimmick di patriota USA per allearsi con Lance Storm e la sua stable chiamata "Team Canada" e diventare uno dei "cattivi". Si trattava della prima volta da heel per Duggan sin dai tempi della sua militanza nel Rat Pack nella Mid-South Wrestling. Durante questo periodo, Duggan si tagliò la caratteristica barba, smise di portarsi appresso la trave di legno 2x4, e spesso cantava O Canada, l'inno nazionale canadese. Pochi mesi dopo, il Team Canada si rivoltò contro Duggan, incolpandolo di essere la causa di molte delle loro sconfitte recenti e l'anello debole della stable.

### Circuito indipendente (2002–2005)

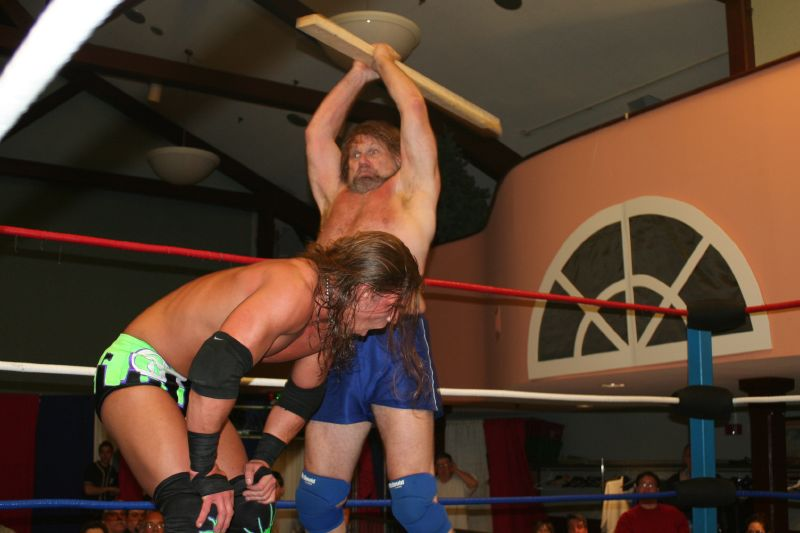
Jim Duggan in un match con la sua 2x4

Quando la WCW fu acquisita dalla WWF nel marzo 2001, Duggan iniziò a lottare nel circuito indipendente. Il 5 dicembre 2002, sconfisse Krusher Kong a LWE Xplosion. Il 12 marzo 2003, Duggan fece una sorprendente apparizione in TNA battendo Mike Sanders. Jim Duggan farà un'altra comparsata in TNA il 29 ottobre successivo, perdendo un match contro Jeff Jarrett. Nella Future of Wrestling di Fort Lauderdale, Florida, affrontò il wrestler Maximum Capacity in un match hardcore.

### Ritorno in WWE (2005–2009)

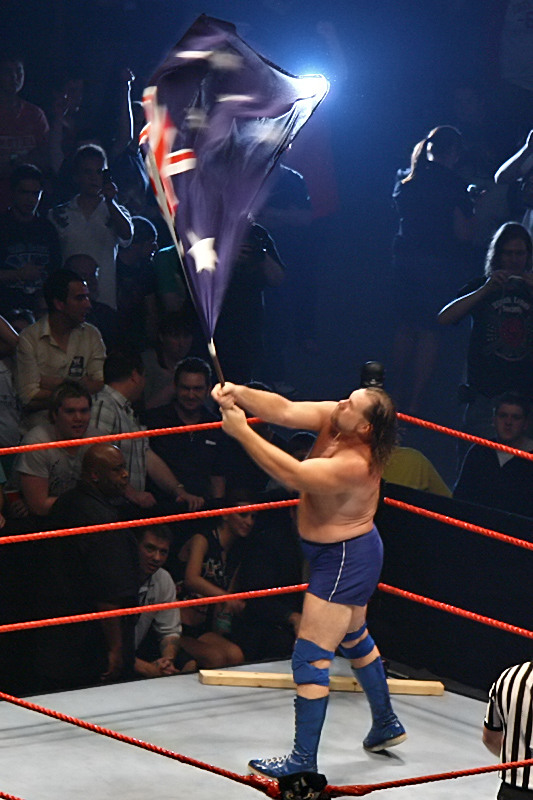
Jim Duggan mentre sventola la bandiera dell'Australia

Il 3 ottobre 2005, Duggan rientrò in WWE durante una puntata di Raw. Lui, insieme ad altre leggende, attaccò Rob Conway che era arrivato sul ring insultandoli. Dopo essersi scontrato con Edge e Lita, divenne mentore e tutore di Eugene aiutandolo nel suo feud contro la Spirit Squad; in seguito, forma un tag team con l'ex Mexicool Super Crazy. A WrestleMania 24 partecipa ad una 24-man battle royal per una title shot per l'ECW Championship ma viene eliminato.

### Circuito Indipendente (2009-2011)
Dopo la WWE fece qualche match in vari circuiti indipendenti.

### WWE Hall of Famer e varie apparizioni (2011)
Nella serata del 2 aprile 2011 è stato introdotto da Ted Dibiase nella WWE Hall of Fame.
Ritorna durante la Royal Rumble del 29 gennaio 2012 ma viene eliminato poco dopo da Cody Rhodes.
Nella puntata di SmackDown seguente al PPV fa squadra con Santino Marella per affrontare Primo ed Epico, ma vengono sconfitti. Perde per squalifica anche un match contro Hunico.
Nella puntata speciale di Smackdown del 3 luglio, torna in un 3-tag team match, con Santino Marella e Sgt. Slaughter battendo Drew McIntyre, Hunico e Camacho.

## Personaggio

### Mosse finali
- Old Glory (Running Jumping Knee Drop) – WCW
- Patriot Lariat (Three Point Stance Clothesline)

### Soprannomi
- "Hacksaw"

## Titoli e riconoscimenti
International Wrestling Association

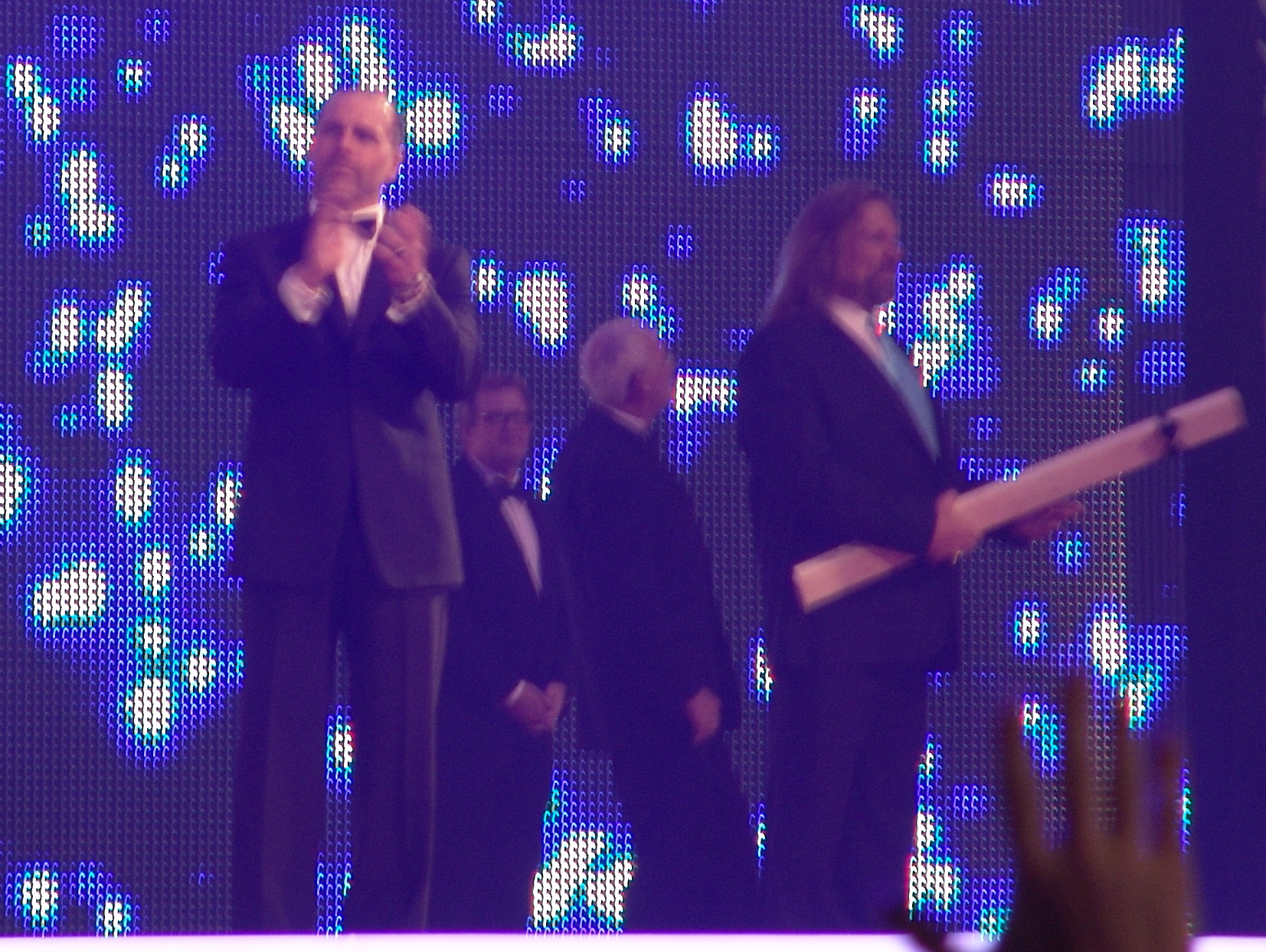
Jim Duggan durante la sua introduzione nella Hall of Fame.

- IWA World Heavyweight Championship (1)

International Wrestling Cartel
- IWC Tag Team Championship (1 - con Scottie Gash)

Texas All-Star Wrestling
- TASW Championship (1)

Mid-South Wrestling Association / Universal Wrestling Federation
- Mid-South Louisiana Heavyweight Championship (1)
- Mid-South North American Heavyweight Championship (1)
- Mid-South/UWF World Tag Team Championship (2 - 1 con Magnum T.A. - 1 con Terry Taylor)

World Championship Wrestling
- WCW United States Heavyweight Championship (1)
- WCW World Television Championship (1)

Pro Wrestling Illustrated
- 82º tra i 500 migliori wrestler singoli nella PWI 500 (1991)
- 157º tra i 500 migliori wrestler singoli nella "PWI Years" (2003)

Professional Wrestling Hall of Fame
- Classe del 2018 - Modern Era

World Wrestling Federation
- Royal Rumble (edizione 1988)
- WWE Hall of Fame (2011)

Altri riconoscimenti
- Slammy Award - Greatest Hit (1987)
- Slammy Award - Best Vocal Performance (1987)